# Salut la puce
Pour plus de détails, voir Fiche technique et Distribution.
Salut la puce est un film français réalisé par Richard Balducci et sorti en 1983.

## Synopsis
Robert Dumortier, dit Capitaine, musicien il donne des cours de trompette et vit sur une péniche amarrée à l’Île Saint-Louis. D'un caractère rêveur, il raconte à son fils « La Puce» les voyages qu'ils auraient pu faire ensemble. Il s' associe avec Alfred qui fait les poubelles avec philosophie, Ficelle qui manipule le bonneteau et  « Le poète » qui récite des poèmes dans la rue, la bande des quatre passe son temps à faire des blagues. La bande vit de petites combines: bonneteau, spectacle truqué... Le poète décroche un emploi dans un parc d'attraction. Un spectacle de lutte, « Jackson » qui se termine de façon inattendue. Le poète présente le spectacle, les 3 autres de la bande choisissent parmi les spectateurs un gringalet pour se mesurer aux lutteurs et le soulève pour le mettre  sur la scène. Le premier se fait battre facilement, le deuxième qui semblait chétif gagne  et les quatre compères se sauvent poursuivis par les 3 lutteurs ! Pas de vrais ennuis jusqu'à ce que « capitaine » trouvé en possession d'une mallette rempli de bijoux soit soupçonné du meurtre du marionnettiste Fedor Fédorowitz. Il s'avère qu'il a été bousculé par le véritable assassin qui a perdu la mallette. Le  « tueur des marionnettistes » en a déjà tué trois, un autre marionnettiste de la troupe du Paradis latin  est en danger : Rigodo-Cartecolin.  « Capitaine » le seul à avoir vu l'assassin est engagé au Paradis latin afin de l'identifier.

## Fiche technique
- Réalisation : Richard Balducci, assisté de François Velle
- Scénario : Richard Balducci, Jean-Claude Massoulier
- Production : Naja Films, Les Productions du Daunou
- Lieu de tournage : Paris, Rue de la Corse (scène avec les gitans) à Argenteuil (Val-d'Oise)[1], côte normande (Gérard y prend des photos d'Ursula).
- Photographie : Marcel Combes
- Musique : Francis Lai
- Ingénieur du son : Adrien Nataf
- Montage : Carole Marquand
- Durée : 97 minutes
- Date de sortie: 12 janvier 1983 (France)

## Distribution
- Jean Lefebvre : Robert Dumourier, dit  « capitaine »
- Georges Géret : le poète (dit gagne-petit sur unifrance,il gagne peu en faisant la quête).
- Pierre Tornade : Alfred, dit la Fraise lors d'une partie de cartes à la Marius.
- Jean-Marie Proslier : Ficelle
- Philippe Clay : Rigodo-Cartecolin un marionnettiste
- Ursula Buchfellner : Ursula
- Jacques Ardouin
- Régis Porte : Gérard, photographe à Paris match
- La troupe du Paradis latin
- Aguigui Mouna : dans son propre rôle,  un clochard-philosophe au   plateau Beaubourg (il paraphrase Coluche en disant « nous sommes tous égaux, mais certains sont plus égaux que d'autres »).

## Autour du film
Des images d'archives montrent une  manifestation un premier mai devant la Porte Saint-Denis avec Georges Seguy et  Georges Marchais  . Ces images sont entrecoupées de plans des quatre compères :  « Capitaine » ,  Alfred, Ficelle et « le poète » ,  qui appuyés à un garde-fou semblent assister à la manifestation.